# Hidvégardó
Hidvégardó is een plaats (község) en gemeente in het Hongaarse comitaat Borsod-Abaúj-Zemplén. Hidvégardó telt 683 inwoners (2001).